# Medaglia interalleata della vittoria (Cecoslovacchia)
La medaglia interalleata della vittoria cecoslovacca (in ceco Mezispojenecká medaile za vítězství), fu istituita nel 1919 dal Governo cecoslovacco, analogamente a quanto praticato dalle nazioni alleate per commemorare la vittoria nella prima guerra mondiale.
Il disegno della medaglia è di Otakar Španiel; ne furono conferite circa 89.500.

## Contesto storico
La Prima Repubblica Cecoslovacca, che fu proclamata a Praga il 28 ottobre 1918, nacque durante la guerra grazie agli sforzi di un piccolo gruppo di esiliati guidato da Tomáš Masaryk e Edvard Beneš; ancora nel 1914, tra Cechi e Slovacchi, non esisteva un forte impeto verso l'indipendenza dall'Austria-Ungheria.
Nel maggio 1918 a Pittsburgh, attraverso un accordo tra le principali associazioni Ceche e Slovacche in America, nacque un movimento indipendentista unitario Ceco-Slovacco.
A Parigi esisteva già dal 1916 un Consiglio Nazionale Cecoslovacco, del quale Masaryk era presidente, che fu riconosciuto dagli Alleati come legittimo, e de facto belligerante, governo in esilio dell'ancora virtuale Cecoslovacchia.
Fondamentale per tale riconoscimento fu la formazione di unità militari, associate con il movimento d'indipendenza, sotto il comando alleato.

## Insegne

### Medaglia
La medaglia è costituita da un disco di bronzo del diametro di 36 mm.
Diritto
La versione cecoslovacca della vittoria alata, che ha le braccia sollevate e tiene nella mano sinistra una spada nel fodero e con la destra un ramo di alloro; ai suoi piedi vi è un germoglio di tiglio.
Rovescio
Al centro il piccolo stemma nazionale della Cecoslovacchia circondato da dieci foglie di tiglio e, sul bordo, la scritta <<SVĚTOVÁ VÁLKA>> in alto e <<ZA CIVILISACI>> in basso (La grande guerra per la civiltà).
Sotto lo stemma un nastro drappeggiato con i millesimi <<1914>> a sinistra e <<1919>> a destra.

### Nastro
La medaglia andava portata nella parte superiore sinistra del petto sospesa a un nastro che, come quelli delle altre nazioni, presenta i colori di un doppio arcobaleno con il rosso al centro.